# 萨蒂亚芒格阿拉
萨蒂亚芒格阿拉（Sathyamangala），是印度卡纳塔克邦Hassan县的一个城镇。总人口11399（2001年）。

## 人口
该地2001年总人口11399人，其中男性5817人，女性5582人；0—6岁人口1113人，其中男595人，女518人；识字率80.63%，其中男性为84.80%，女性为76.28%。